# Карл Менгер
Карл Менгер (на немски: Carl Menger) е австрийски икономист, основоположник на австрийската икономическа школа и на теорията за „пределната полезност“.

## Биография
Произхожда от богато семейство, баща му е адвокат, а майка му дъщеря на богат търговец. Менгер завършва право в университетите във Виена и Прага, а по-късно защитава докторат по юриспруденция в Ягелонския университет в Краков. През 1860 г. напуска училище и започва да работи като журналист – пазарен анализатор най-напред в Лвов („Lemberger Zeitung“), а впоследствие във Виена („Wiener Zeitung“). Благодарение на работата си като журналист в своята книга „Принципи на икономиката“, публикувана през 1871 г. оборва „Теорията за стойността“ на представителите на класическата школа Адам Смит и Давид Рикардо.
Неговата теория за „пределната полезност“ по-късно е развита от икономистите Ойген фон Бьом-Баверк и Фридрих фон Визер.
За периода 1873 – 1903 г. Менгер е професор във Виенския университет. От 1876 до 1878 обучава австрийския престолонаследник Рудолф фон Хабсбург по политическа икономия и статистика.
Синът му Карл Менгер става известен като математик и икономист.